# A Lưới 2
A Lưới 2 là xã miền núi thuộc thành phố Huế, Việt Nam.

## Địa lý
Thị trấn A Lưới nằm ở trung tâm huyện A Lưới, có vị trí địa lý:
- Phía đông giáp xã A Ngo
- Phía đông bắc giáp xã Hồng Hạ
- Phía tây giáp các xã Hồng Bắc, Hồng Kim
- Phía nam giáp các xã A Ngo, Quảng Nhâm
- Phía bắc giáp xã Hồng Kim.

Thị trấn A Lưới có diện tích 13,55 km², dân số năm 1999 là 5.019 người và mật độ dân số đạt 370 người/km².

## Hành chính
Thị trấn A Lưới được chia thành 7 tổ dân phố: 1, 2, 3, 4, 5, 6, 7.

## Lịch sử
Thị trấn được thành lập vào năm 1995 trên cơ sở toàn bộ diện tích và dân số của xã Hồng Nam cũ, một phần diện tích và dân số của các xã: A Ngo, Hồng Kim, Hồng Quảng và hợp tác xã Sơn Phước.